# Mariano Bíttolo
Mariano Bíttolo (ur. 24 kwietnia 1990 w Morón) – argentyński piłkarz występujący na pozycji obrońcy w Albacete Balompié.